# Johann Heinrich Meußel

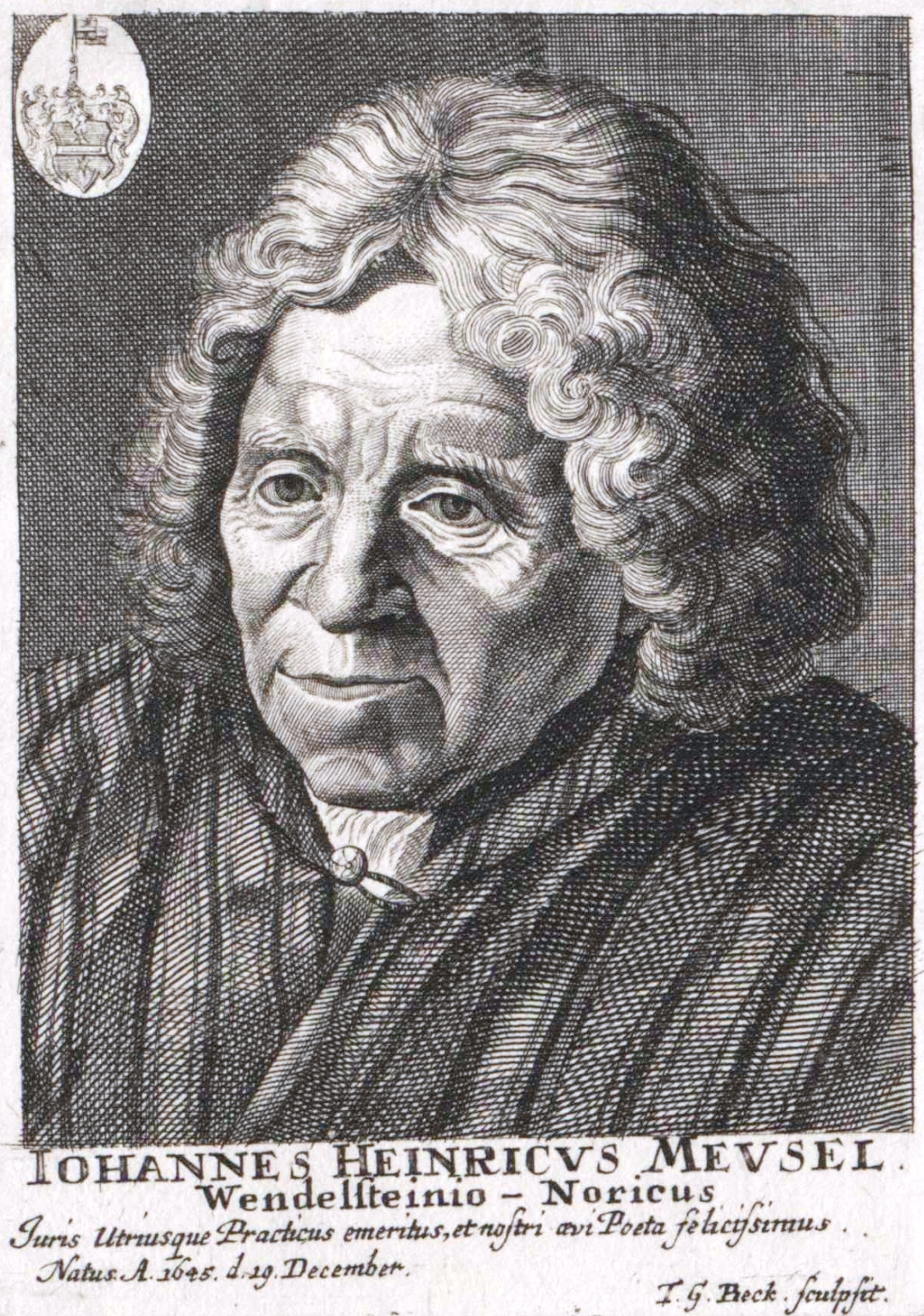
Johann Heinrich Meusel, Stich von Tobias Gabriel Beck (vor 1728)

Johann Heinrich Meußel (* 19. Dezember 1645 in Pyrbaum oder Wendelstein; † 15. Januar 1727 in Nürnberg) war ein deutscher Schriftsteller.
Johann Heinrich Meußel war ein Sohn des Pflegeamtsverwalters Johann Meußel. Er studierte Jura in Altdorf, musste das Studium aber wegen finanzieller Schwierigkeiten der Eltern abbrechen und wurde daraufhin Hauslehrer. 1678 erbte er von einer Tante so viel, dass er sich ohne Amt in Nürnberg niederlassen konnte. Hier schrieb er viele lateinische und deutsche Gedichte, vor allem geistliche Lieder.

## Werke
- Memorabilia, varia ab anno Christi 757 usque ad annum 1725 facta, versibus eteostichis expressa. Frankfurt und Leipzig 1726